# Vuelta a Castilla y León 2010
Die 25. Vuelta a Castilla y León war ein Rad-Etappenrennen, das vom 14. bis 18. April 2010 stattfand. Das Rennen wurde über fünf Etappen ausgetragen und zählte zur UCI Europe Tour 2010.

## Etappen
| Etappe    | Tag       | Start – Ziel                   | km          | Etappensieger    | Gesamtwertung    |
| --------- | --------- | ------------------------------ | ----------- | ---------------- | ---------------- |
| 1. Etappe | 14. April | Belorado – Burgos              | 157,7       | Theo Bos         | Theo Bos         |
| 2. Etappe | 15. April | Burgos – Carrión de los Condes | 209,9       | Theo Bos         | Theo Bos         |
| 3. Etappe | 16. April | León – Alto del Morredero      | 158,8       | Igor Antón       | Igor Antón       |
| 4. Etappe | 17. April | Ponferrada – Ponferrada        | 015,1 (EZF) | Alberto Contador | Alberto Contador |
| 5. Etappe | 18. April | Samos – Santiago de Compostela | 171,6       | Sérgio Ribeiro   | Alberto Contador |